# 多尔加利
多尔加利（義大利語：Dorgali），是意大利撒丁大区努奥罗省的一个市镇。总面积224.83平方公里，人口8514人，人口密度37.9人/平方公里（2009年）。ISTAT代码为091017。